# Lianghu, Zhejiang
Lianghu är en köpinghuvudort i Kina. Den ligger i provinsen Zhejiang, i den östra delen av landet, omkring 76 kilometer öster om provinshuvudstaden Hangzhou. Antalet invånare är 26 900. Befolkningen består av 13 643 kvinnor och 13 257 män. Barn under 15 år utgör 11,0 %, vuxna 15-64 år 75 %, och äldre över 65 år 13,0 %.
Runt Lianghu är det tätbefolkat, med 790 invånare per kvadratkilometer. Närmaste större samhälle är Shangyu, 3,7 km nordväst om Lianghu. Trakten runt Lianghu består till största delen av jordbruksmark.
Genomsnittlig årsnederbörd är 2 022 millimeter. Den regnigaste månaden är juni, med i genomsnitt 356 mm nederbörd, och den torraste är januari, med 72 mm nederbörd.